# Mercallo
Mercallo – miejscowość i gmina we Włoszech, w regionie Lombardia, w prowincji Varese.
Według danych na rok 2004 gminę zamieszkiwało 1679 osób, 335,8 os./km².